# Ray D. Owen

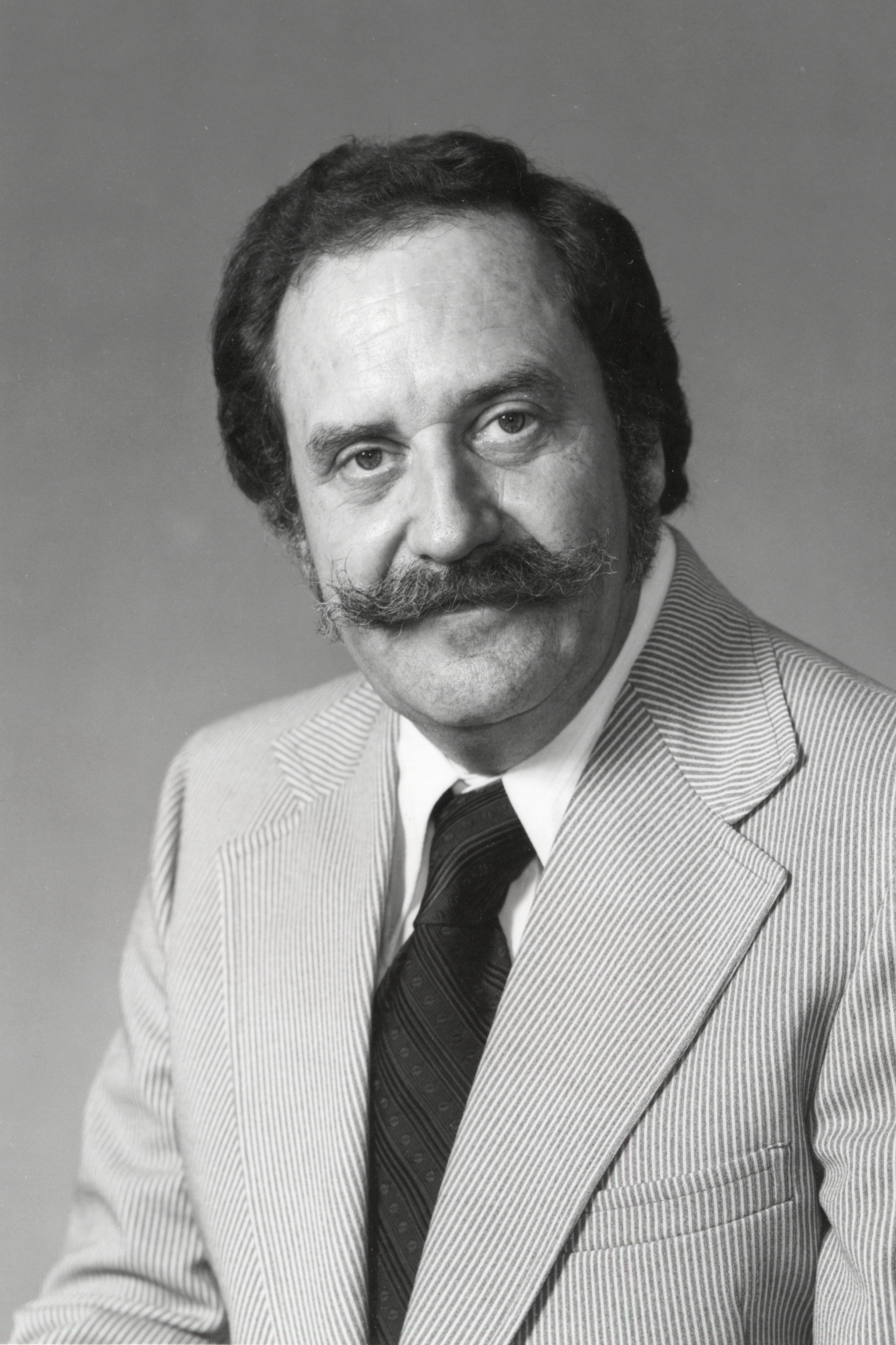
Ray D. Owen (1979)

Ray David Owen (* 30. Oktober 1915 in Wisconsin; † 21. September 2014 in Pasadena, Kalifornien) war ein US-amerikanischer Biologe am California Institute of Technology. Er ist vor allem für seine Beiträge auf dem Grenzgebiet von Immunologie und Genetik bekannt, der Immungenetik.

## Leben
Owen erwarb am Carroll College einen Abschluss in Biologie und 1941 bei Leon Jacob Cole an der University of Wisconsin–Madison mit der Arbeit Reciprocal crosses between the Guinea (Numida meleagris) and the chicken (Gallus domesticus) einen Ph.D. in Genetik. Hier arbeitete er auch als Postdoktorand, bis er 1947 am California Institute of Technology (CalTech) eine erste Professur erhielt. Abgesehen von einem Forschungsaufenthalt am Oak Ridge National Laboratory 1956/1957 blieb er bis zu seinem Ruhestand am CalTech, wo er mehrere Jahre Leiter der Biologie war.
Owen entdeckte die Immuntoleranz, als er feststellte, dass bei einer Zwillingsschwangerschaft eines Rindes mit blutführender Anastomose zwischen beiden Feten es trotz Mischung des Blutes nicht zu einer Immunreaktion kam (vergleiche Fetofetales Transfusionssyndrom). Diese Entdeckung ebnete Organ- und Knochenmarkstransplantationen unter Immunsuppression den Weg. Weitere wichtige Arbeiten Owens betrafen unter anderem den Major Histocompatibility Complex. Am CalTech machte er sich um die Fortentwicklung der studentischen Ausbildung verdient und setzte durch, dass Frauen zum Studium zugelassen werden.
Owens Arbeiten werden auch mehrere Jahre nach seinem Tod noch regelmäßig zitiert. Laut Datenbank Scopus, die Zitationen überwiegend erst aus der Zeit nach den 1970er Jahren erfasst, hat er (Stand Dezember 2020) einen h-Index von 9. Er gehörte – gemeinsam mit Adrian Srb und Robert Edgar – zu den Hauptautoren und Herausgebern des Lehrbuchs und Standardwerks General Genetics.

## Auszeichnungen (Auswahl)
- 1955 Fellow der American Association for the Advancement of Science
- 1962 Präsident der Genetics Society of America
- 1966 Mitglied der National Academy of Sciences[2]
- 1966 Mitglied der American Academy of Arts and Sciences[3]
- 1966 Mendel-Medaille der Tschechoslowakischen Akademie der Wissenschaften
- 1984 Mitglied der American Philosophical Society[4]
- 1993 Thomas Hunt Morgan Medal der Genetics Society of America[5]
- 1999 Excellence in Mentoring Award der American Association of Immunologists[6]
- 2000 Medawar Prize